# Cariddi Nardulli
Cariddi Nardulli (Boston, 11 novembre 1970) è un'attrice e sceneggiatrice statunitense naturalizzata italiana.

## Biografia
Figlia dell'architetto italiano Giuseppe Nardulli e della fotografa canadese Sheila McKinnon, è nata negli Stati Uniti. È cresciuta a Roma per poi continuare gli studi negli Stati Uniti laureandosi presso la Princeton University. Ha studiato recitazione a Londra alla London School of Music and Dramatic Arts e ha seguito un breve corso di regia alla NYU-SCE.
Attiva in cinema e televisione, partecipa a film come Gangs of New York e La tigre e il dragone. Come attrice viene soprattutto ricordata per il ruolo di Paola Cattani, la figlia del commissario Corrado Cattani, nella prima e seconda stagione de La piovra. Ha lavorato con Michel Serrault nel film Il lupo e l'agnello, e con Christopher Plummer nel film Scarlatto e Nero. 
Il fratello minore, Itaco, anche lui attore, morì il 26 agosto 1991 durante una immersione in apnea nelle acque di Porto Rotondo, Sardegna.

## Filmografia

### Cinema
- Mi faccio la barca, regia di Sergio Corbucci (1980)
- Il lupo e l'agnello, regia di Francesco Massaro (1980)
- Gangs of New York, regia di Martin Scorsese (2002)
- Antonietta, regia di Cariddi Nardulli (2016)

### Televisione
- Anna, Ciro e... compagnia – serie TV, 13 episodi (1982)
- Scarlatto e nero (The Scarlet and the Black), regia di Jerry London – film TV (1983)
- La piovra – miniserie TV, 6 puntate (1984)
- La piovra 2 – miniserie TV, 6 puntate (1986)
- La piovra 3 – miniserie TV, puntata 1, voce (1987) - non accreditata
- Le inchieste dell'ispettore Zen (Zen) – miniserie TV (2011) - non accreditata